# جوزيه فيكتور توليدو
جوزيه فيكتور توليدو (بالإنجليزية: José Victor Toledo)‏ هو قاضي أمريكي، ولد في 14 أغسطس 1931 في أريسيبو في الولايات المتحدة، وتوفي في 3 فبراير 1980.